# أريند شوماكر
أريند شوماكر (بالهولندية: Arend Schoemaker)‏ (8 نوفمبر 1911 - 11 مايو 1982) لاعب كرة قدم هولندي راحل كان يجيد اللعب في خط الهجوم.
لعب طوال مسيرته الرياضية في كويك لاهاي.
مثل منتخب هولندا في مباراة واحدة (1933). شارك مع منتخب هولندا في بطولة كأس العالم 1934 في إيطاليا حيث خرج من الدور الثمن النهائي.

## وصلات خارجية
- أريند شوماكر على موقع الاتحاد الدولي (مؤرشف)  (الإنجليزية)
- أريند شوماكر على موقع قاعدة بيانات كرة القدم.إي يو (الإنجليزية)
- أريند شوماكر على موقع ناشيونال فوتبول تيمز (الإنجليزية)
- أريند شوماكر على موقع Soccerway.com (الإنجليزية)
- أريند شوماكر على موقع عالم كرة القدم.نت (الإنجليزية)
- سيرة ذاتية